# Hilderaldo Luís Bellini
Pour les articles homonymes, voir Bellini.
Hideraldo Luiz Bellini, plus connu sous le nom de Bellini, né le 21 juin 1930 à Itapira (Brésil) et mort le 20 mars 2014 à São Paulo, est un footballeur brésilien. 
Il joue au poste de défenseur central, notamment au Vasco de Gama et au São Paulo FC. Avec l'équipe du Brésil, il remporte la Coupe du monde de 1958 comme capitaine, puis celle de 1962.

## Biographie

### Carrière en club
Bellini fait ses débuts de footballeur dans deux clubs des divisions inférieures du championnat de São Paulo, Itapirense (pt) de 1946 à 1948, puis Sanjoanense (pt) de 1949 à 1951. En 1952, il est recruté par le Vasco da Gama, un des principaux clubs de Rio de Janeiro, qui sort tout juste de la glorieuse période surnommée Expresso da Vitória en français : « l'Express de la victoire ». Il y impose en défense centrale ses qualités physiques et de rigueur, au point de devenir capitaine.
Avec Vasco da Gama, il remporte trois fois le Championnat de l'État en 1952, 1956 et 1958, ainsi que le tournoi Rio-São Paulo, ancêtre du championnat national, en 1958. Ces titres régionaux offrent à l'équipe de participer à de nombreux tournois internationaux, qu'elle remporte parfois : Copa Rivadavia (pt) et Tournoi international du Chili (es) en 1953, Tournoi international triangulaire du Chili (pt), Trophée Teresa-Herrera et Tournoi de Paris (auquel Bellini semble cependant ne pas participer) en 1957.
En 1962, après dix saisons et 430 matchs avec Vasco da Gama, il est recruté par le São Paulo FC, qui vient de se faire construire un des plus grands stades du monde, le Morumbi. Il y remplace Mauro, son concurrent en sélection, parti deux ans plus tôt. Malgré un effectif de qualité, le club paulista ne parvient pas à sortir de l'ombre du Santos FC de Pelé et ne remporte aucun titre, sinon quelques tournois de gala comme la « Petite coupe du monde des clubs » à Caracas en 1963. Bellini joue son 214e et dernier match avec São Paulo en janvier 1968. Il rejoint ensuite l'Atlético Paranaense, où il termine sa carrière l'année suivante, à 39 ans.

### Carrière en équipe nationale

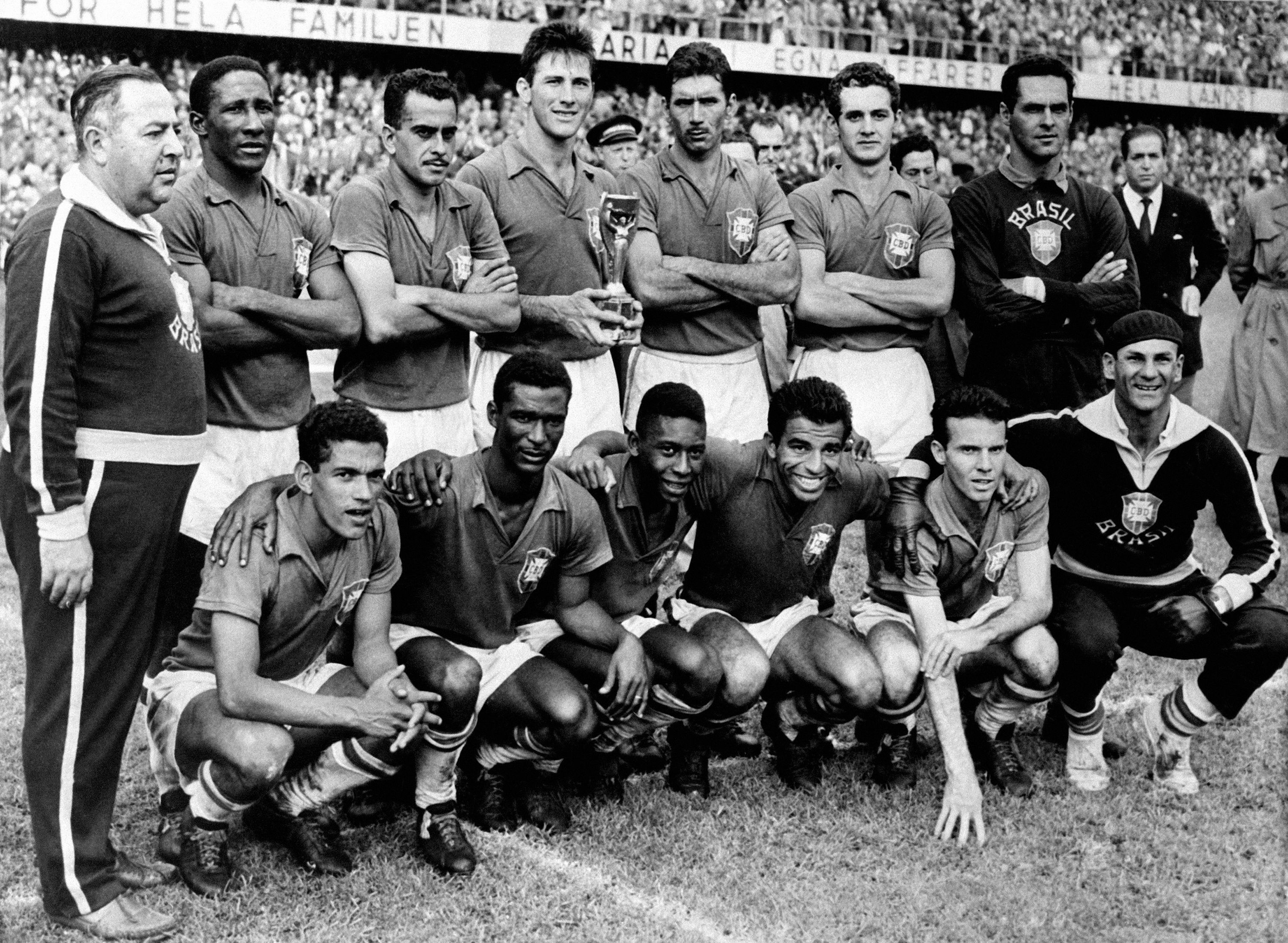
Le Brésil en 1958. Bellini, debout au centre, porte le trophée.

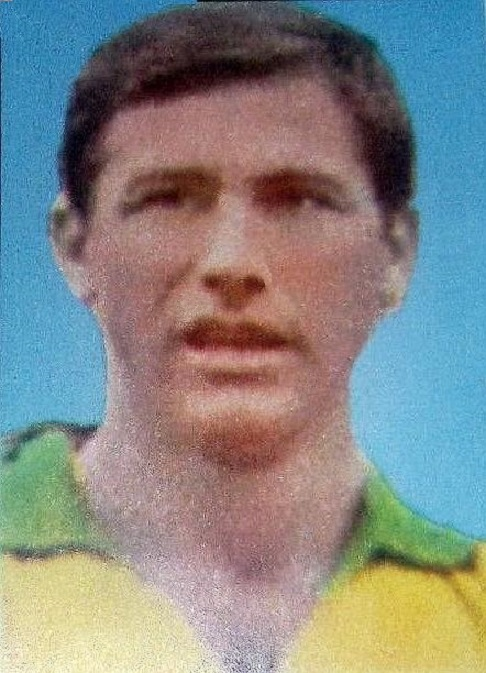
Hilderaldo Luís Bellini en 1966.

Bellini fait ses débuts en équipe nationale en avril 1957, en remplacement d'Édson dos Santos (it), à l'occasion du duel éliminatoire pour la Coupe du monde 1958 remporté face au Pérou. En l’absence de Didi, il est nommé capitaine dès sa cinquième sélection, au sein d'une équipe rajeunie rassemblée pour disputer la Copa Roca en juillet 1957. À 27 ans, il fait alors figure de joueur expérimenté. Malgré le retour de son ainé, il conserve le brassard pour la Coupe du monde de 1958, dont il dispute tous les matchs comme titulaire. L'équipe de Bellini, Pelé et Garrincha remporte la compétition, faisant de Bellini le premier capitaine champion du monde du football brésilien. Il est dit qu'il est le premier capitaine à avoir levé le trophée de la Coupe du monde au ciel après sa remise, un geste qui sera imité par ses successeurs et dans bien d'autres sports.
Il reste capitaine lors du Championnat sud-américain de 1959, où le Brésil est devancé par l'Argentine, pays hôte, malgré quatre victoires et deux matchs nuls en six rencontres. En mai 1962, à quelques semaines de la Coupe du monde de 1962, il perd sa place et son brassard au bénéfice de Mauro, et voit, sans jouer une minute, ses compatriotes remporter une deuxième fois la Coupe du monde,. Bellini retrouve la sélection en juin 1965 et participe en 1966, à 36 ans, à sa 3e Coupe du monde d'affilée, comme capitaine. Il dispute les deux premiers matchs du tournoi, dont une cinglante défaite face à la Hongrie (1-3). Comme d'autres anciens (Gilmar, Djalma Santos et Garrincha notamment), il est écarté pour le match décisif, perdu face au Portugal.
La défaite contre la Hongrie est sa 51e et dernière sélection officielle en équipe nationale (pour un bilan de 37 victoires, 10 nuls, 4 défaites), sa 59e apparition au total.

### Après carrière

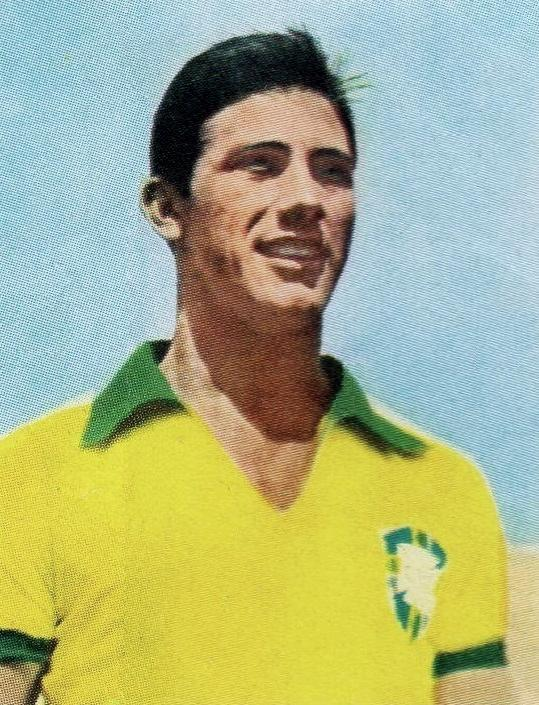
Bellini, toujours en 1966.

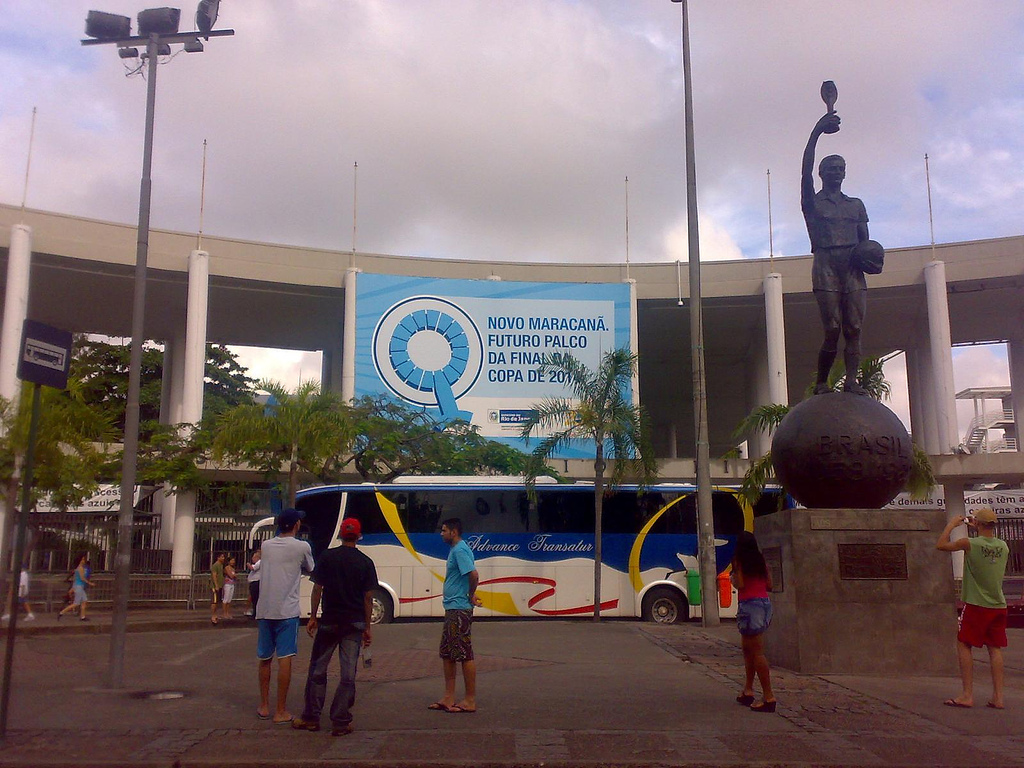
Statue de Bellini devant le stade Maracanã.

Le 13 novembre 1960, une statue de lui levant le trophée de la Coupe du monde est élevée devant le stade Maracanã à Rio de Janeiro.
Atteint de la maladie d'Alzheimer et d'encéphalopathie traumatique chronique, Bellini meurt le 20 mars 2014 à São Paulo. Après l'hommage rendu au Morumbi, le stade du São Paulo Futebol Clube, il est enterré à Itapira, sa ville natale.

## Palmarès
Avec l'équipe du Brésil
- Vainqueur de la Coupe du monde 1958 et de la Coupe du monde 1962.
- Vainqueur de la Copa Roca en 1957 et 1960.
- Vainqueur de la Copa Oswaldo Cruz (es) en 1958, 1961 et 1962.
- Vainqueur de la Coupe Bernardo O'Higgins en 1959.
- Vainqueur de la Copa del Atlántico en 1960.

Avec Vasco de Gama 
- Champion de l'État de Rio de Janeiro en 1952, 1956 et 1958.
- Vainqueur du tournoi Rio-São Paulo en 1958.